# Fontana delle Rane (Monza)
La fontana delle Rane è un'opera in bronzo dello scultore friulano Aurelio Mistruzzi, situata in piazza Roma a Monza.

## Storia
La fontana fu eretta a Monza in piazza Roma nel 1932 quando la piazza stessa ricevette la sua definitiva sistemazione urbanistica. 
Al centro della fontana è un bronzo, opera dello scultore Aurelio Mistruzzi, che rappresenta un nudo di giovane donna nel gesto di ritrarsi dal freddo getto d'acqua che sgorga dalla rana che tiene in mano. 

Il basamento della scultura è posto al centro di una vasca marmorea a lobi. In ogni nicchia sono delle rane dalle cui bocca escono altrettanti getti d'acqua. Il fondo della vasca simula il fondo di uno stagno ed è rivestito da un mosaico policromo che rappresenta altre rane e pesci. 
I monzesi la soprannominano "la sirenetta".
Per il suo pregio artistico la fontana è censita tra i monumenti monzesi dalla Soprintendenza dei Beni Ambientali e Architettonici.

## La leggenda di Amira
La leggenda racconta che Teodorico il Grande, re degli Ostrogoti, avesse fatto costruire un palazzo in città, nei dintorni dell'attuale Piazza Trento e Trieste, in via Cortelonga. La leggenda s'ispira allo storico Paolo Diacono che in un suo scritto afferma che il re avesse scelto Monza per il clima temperato e l'aria salubre. 
Nel palazzo di Monza viveva anche il suo giovane nipote Dagoberto, che amava cavalcare e far abbeverare il suo cavallo alla Roggia Pelucca.
Un giorno una rana di colore verde smeraldo, saltò sulla mano del giovane cavaliere, lo guardò negli occhi e poi si rituffò in acqua. Una sera di plenilunio, in cui le rane erano particolarmente rumorose, Dagoberto si affacciò alla finestra e vide la rana trasformarsi in una giovane fanciulla dai capelli a caschetto. La ragazza gli sorrise e svanì. 
Naturalmente da quella sera in poi, Dagoberto la cercò fra le rane della roggia, ma invano. I mesi si susseguirono e giunse l'estate con un lungo periodo di siccità che fece seccare il canale dove vivevano le rane. I poveri animali erano al limite delle loro forze e il giovane cavaliere avvolse in una foglia una rana particolarmente sofferente per ridurne la disidratazione. Si era da poco allontanato quando scoppiò un forte temporale. Preoccupato per i simpatici animaletti Dagoberto tornò alla roggia giusto a tempo per vedere la rana che aveva avvolto nella foglia trasformarsi nella giovane fanciulla. 
La ragazza gli si avvicinò per ringraziarlo e gli rivelò di essere Amira, la principessa delle rane. Dopo quel breve scambio la fanciulla sparì per non fare mai più ritorno, anche se Dagoberto si recò alla roggia molte altre volte.